# Hari Gurung
Hari Gurung (* 18. února 1992, Thimbú, Bhútán) je bhútánský fotbalový brankář a reprezentant, hráč bhútánského klubu Yeedzin Football Club.

## Klubová kariéra
- Yeedzin FC 2008–

## Reprezentační kariéra
V A-mužstvu Bhútánu debutoval 18. 4. 2009 v kvalifikačním zápase v Male proti reprezentaci Malediv (porážka 0:5), odchytal druhý poločas.